# If You Can't Lick 'Em...Lick 'Em
| Recensione | Giudizio |
| ---------- | -------- |
| AllMusic   | [ 1 ]    |

If You Can't Lick 'Em...Lick 'Em è il decimo album di Ted Nugent, pubblicato nel 1988 per la Atlantic Records.

## Tracce
Tutte le tracce sono state scritte da Ted Nugent, eccetto dove diversamente indicato.
1. Can't Live With 'Em - 4:19
2. She Drives Me Crazy - 2:45
3. If You Can't Lick 'Em...Lick 'Em - 6:10
4. Skintight - 3:10
5. Funlover - 4:45
6. Spread Your Wings - 5:59
7. The Harder They Come (The Harder I Get) - 3:39
8. Separate the Men from the Boys, Please - 3:55
9. Bite the Hand - 2:58
10. That's the Story of Love (Bon Jovi, Sambora, Nugent) - 3:01

## Formazione
- Ted Nugent - voce, chitarra, basso
- Charles Wright - basso
- Chuck Wright - basso
- Dave Amato - chitarra ritmica, cori
- Jai Winding - organo Hammond
- John Purdell - tastiere
- Pat Torpey - batteria, cori
- Tom Werman - percussioni